# ボレル・パデ解析

## 概要
ボレル・パデ解析(またはボレル・パデ総和)とは、収束半径が0である場合を含む発散級数の有限個の漸近項しか得られていない場合に、パデ近似とボレル総和を共に用いることで近似的に総和をとる手法である。

## 総和を近似的に取る手順
次のように発散級数{\displaystyle f(x)}が有限次までしかわかっていないとする。
{\displaystyle f(x)\sim a_{0}+a_{1}x+\dots +a_{n}x^{n}+O(x^{n})\quad (x\rightarrow 0)}
このとき、この発散級数の収束半径は０でもよいとする。
まず、{\displaystyle f(x)}のボレル変換{\displaystyle {\mathcal {B}}f(t)}を
{\displaystyle {\mathcal {B}}f(t)\equiv \sum _{k=0}^{n}{\frac {a_{k}}{k!}}t^{n}}
と計算する。このとき、変換された級数の収束半径が有限であるとしてよいのならば、パデ近似により、{\displaystyle f(x)}のボレル変換{\displaystyle {\mathcal {B}}f(t)}を
{\displaystyle {\mathcal {B}}f(t)\approx [n/m](t)}
と近似できる。ここで、パデ近似が{\displaystyle {\mathcal {B}}f(t)}の良い近似を与えていると考える。最後に、この近似関数のラプラス変換
{\displaystyle f(x)\approx \int _{0}^{\infty }e^{-t/x}[n/m](t)dt}
を計算したものが、{\displaystyle f(x)}のボレル・パデ解析またはボレル・パデ総和と呼ばれる{\displaystyle f(x)}の近似関数である。部分分数分解を用いると、この積分は、指数積分によって表されることがわかるので、右辺を{\displaystyle x}について再び展開すると、収束半径0の関数となる。

## 2点ボレル・パデ解析
{\displaystyle f(x)}の{\displaystyle x\rightarrow 0}での漸近級数に加えて、{\displaystyle x\rightarrow \infty }での漸近級数が
{\displaystyle f(x)\sim b_{0}+b_{1}/x+\dots +b_{m}/x^{m}+o(1/x^{m})\quad (x\rightarrow \infty )}
と与えられている時、ボレル・パデ解析を拡張することで、{\displaystyle x\rightarrow 0}での漸近級数と{\displaystyle x\rightarrow \infty }での漸近級数を同時に再現するような近似的関数を求められることが知られている。この手法を2点ボレル・パデ解析と呼ぶ。2点ボレル・パデ解析のはじめての適用例は、アンダーソン転移の臨界指数の解析的見積もりで行われた。2点ボレル・パデ解析を行うための手順は、2点パデ近似と同様である。
{\displaystyle x\rightarrow \infty }での漸近級数が、対数関数で
{\displaystyle f(x)\sim A\ln(x)+o(\ln x)\quad (x\rightarrow \infty )}
のように与えられる場合も、{\displaystyle x\rightarrow 0}での漸近級数と{\displaystyle x\rightarrow \infty }での漸近級数を同時に再現するような近似的関数を求められる手法が存在する。